# Kloster Forges
Kloster Forges war von 1816 bis 1821 ein Kloster der Trappistinnen in Forges (Département Orne), nördlich Alençon. 

## Geschichte
Augustin de Lestrange gründete 1816 für einen Teil der von Kloster Riedera in der Schweiz in das heimatliche Frankreich zurückwandernden Trappistinnen (30 km von Kloster La Trappe entfernt) in Forges das Kloster Saint Archange Raphaël (Heiliger Erzengel Raphael). Schon 1817 versuchte er von dort aus eine Gründung in der Nähe des Klosters Bellefontaine, gab sie aber im August 1818 auf und gründete stattdessen das Kloster Gardes, das noch heute Bestand hat. Hierhin führte er 1821 auch die letzten noch in Forges verbliebenen Schwestern.